# Seznam evroposlancev po državah
Seznam evroposlancev po državah je krovni seznam.

## Seznami
- seznam evroposlancev iz Avstrije (1995–)
- seznam evroposlancev iz Belgije (1957–)
- seznam evroposlancev iz Bolgarije (2007–)
- seznam evroposlancev s Cipra (2004–)
- seznam evroposlancev iz Češke (2004–)
- seznam evroposlancev iz Danske (1973–)
- seznam evroposlancev iz Estonije (2004–)
- seznam evroposlancev iz Finske (1995–)
- seznam evroposlancev iz Francije (1957–)
- seznam evroposlancev iz Grčije (1981–)
- seznam evroposlancev iz Hrvaške (2013–)
- seznam evroposlancev iz Irske (1973–)
- seznam evroposlancev iz Italije (1957–)
- seznam evroposlancev iz Latvije (2004–)
- seznam evroposlancev iz Litve (2004–)
- seznam evroposlancev iz Luksemburga (1957–)
- seznam evroposlancev iz Madžarske (2004–)
- seznam evroposlancev z Malte (2004–)
- seznam evroposlancev iz Nemčije (1957–)
- seznam evroposlancev iz Nizozemske (1957–)
- seznam evroposlancev iz Poljske (2004–)
- seznam evroposlancev iz Portugalske (1986–)
- seznam evroposlancev iz Romunije (2007–)
- seznam evroposlancev iz Slovaške (2004–)
- seznam evroposlancev iz Slovenije (2004–)
- seznam evroposlancev iz Španije (1986–)
- seznam evroposlancev iz Švedske (1995–)
- seznam evroposlancev iz Združenega kraljestva (1973–)